# 宍戸元秀
宍戸 元秀（ししど もとひで）は、戦国時代から安土桃山時代にかけての武将。毛利氏の家臣。父は宍戸隆家。母は毛利元就の娘・五龍局。
子に宍戸元続、内藤元盛（佐野道可）、粟屋孝春、宍戸元真、宍戸景好、宍戸元可、三沢為虎室、古満姫（毛利輝元養女、小早川秀秋・興正寺准尊正室）がいる。官位は従五位下・左衛門尉、雅楽頭。別名は宍戸元孝。通称は弥三郎。

## 生涯
天文16年（1547年）、宍戸隆家の嫡男として生まれる。
天正20年（1592年）2月5日に父・隆家が死去するが、元秀は病弱等を理由に既に廃嫡されていたため、元秀の子・元続が家督を継ぎ、宍戸家の当主となった。天正年間末の毛利家の分限帳によると、元秀には隠居領として周防国の玖珂郡に190石9斗7升5合、吉敷郡に500石5斗5升3合、熊毛郡に178石6斗2升7合の合計870石1斗5升5合が与えられている。
慶長2年（1597年）6月11日に安芸国井原村において死去。享年51。

## 系譜
- 父：宍戸隆家（1518-1592）
- 母：五龍局（1529-1574） - 毛利元就の次女。
- 正室：貴山妙遵（?-1616） - 内藤興盛の娘。元和2年10月16日（1616年11月24日）に死去[2]。法名は貴山妙遵[2]、または、妙見[4]。
  - 長男：宍戸元続（1563-1631） - 安芸宍戸氏第14代当主[2]。
  - 長女：明室妙鏡（?-1615） - 三沢為虎室[2]。慶長20年3月10日（1615年4月7日）に死去[2]。法名は明室妙鏡[2]。
  - 次男：内藤元盛（1566-1615） - 大叔父・内藤隆春の家督を継ぐ[2]。
  - 三男：粟屋孝春（1569-1610） - 粟屋孝重の家督を継ぐ[5]。
  - 四男：宍戸元真（1578-1648） - 毛利輝元に仕えて別家を興す[5]。
- 母の氏不詳の子
  - 五男：宍戸景好（?-1633） - 毛利輝元に仕えて別家を興す[5]。
  - 六男：宍戸元可（?-?） - 通称は吉蔵、左衛門尉[5]。毛利輝元に仕えたが、故あって切腹した[5]。法名は芳庵利春[5]。
  - 次女：古満姫（?-1651）　- 毛利輝元の養女として小早川秀秋に嫁ぐ[5]。秀秋死後は毛利家に戻り、その後に真宗興正派興正寺第十八世門主・准尊に再嫁する[5]。慶安4年9月29日（1651年11月12日）に死去[5]。法名は長寿院釈妙尊[5]。